# Twisted Tenderness
Albums de Electronic
Raise the Pressure
(1996) Get the Message - The Best of Electronic
(2006)
Twisted Tenderness est le troisième album du groupe britannique Electronic, sorti en 1999 et comprenant onze titres.

## Titres
1. Make it happen (7:41)
2. Haze (5:11)
3. Vivid (5:37)
4. Breakdown (5:52)
5. Can't Find My Way Home (4:53)
6. Twisted Tenderness (5:31)
7. Like no other (4:38)
8. Late at night (4:13)
9. Prodigal son (7:10)
10. When she's gone (4:29)
11. Flicker (6:27)